# Kin-dza-dza!
Kin-dza-dza! (russisk: Кин-дза-дза!) er en sovjetisk spillefilm fra 1986 af Georgij Danelija.

## Medvirkende
- Stanislav Ljubsjin som Vladimir Nikolajevitj Masjkov
- Galina Danelija-Jurkova som Ljusja
- Levan Gabriadze som  Gedevan Alexandrovitj Alexidze
- Anatolij Serenko
- Jurij Jakovlev